# Каптол (Загреб)
Каптол је део Загреба, главног града Хрватске. Налази се у Горњем граду и средиште је римокатоличке Загребачке надбискупије.
Каптол се први пут спомиње 1094. године, када је угарски краљ Ладислав I основао загребачку бискупију. Бискуп, његова резиденција и катедрала налазили су се у југоисточним делу каптолског брда. Влашка Вес, насеље које се налазило у непосредној близини катедрале и било у надлежности бискупа, први пут се спомиње 1198. године. Каптолска улица пресецала је Каптол на потезу од југа ка северу, а дуж ње налазиле су се куће каноника. Како се група каноника на латинском означава речју capitulum („каптол“), јасно је како је Каптол добио своје име. Каноници су такође имали и световну јурисдикцију над овим насељем.
Катедрала је била посвећена 1217, али је 1242. тешко страдала услед татарске најезде. Након 1263. била је реконструисана и обновљена. Као насеље Каптол је имао асиметричан облик правоугаоника у који се улазило на јужној страни, а излазило на северној страни близу данашње Каптолске школе. У средњем веку Каптол није био утврђен, већ је само био окружен дрвеним оградама или палисадама које су временом рушене и обнављане.
Одбрамбене зидине и куле око Каптола подигнуте су између 1469. и 1473. Године 1493. Турци су стигли до Сиска и покушали га освојити, али су претрпели пораз. Стога, плашећи се турске навале, загребачки бискуп је наредио да се око катедрале и његове резиденције подигну утврде. Одбрамбене куле и зидине које су изграђене између 1512. и 1520. године очуване и данас, осим оних које су гледале право на предњи део катедрале смештене на Каптолском тргу које су порушене 1907.
У 13. веку на Каптолу су изграђене две готичке цркве: црква св. Фрање са фрањевачким самостаном и црква св. Марије, која је знатно преуређена и реконструисана током 17. и 18. века. У Опатовини се још увек могу видети кућице у којима су живели некадашњи становници каптолског насеља, док су на Долцу старе мале и узане улице уништене 1926. г. када се на том месту почела градити пијаца. Године 1334. каноник Иван Архиђакон Горички саставио је на латинском језику Статут загребачког каптола, који представља најстарији урбар у Хрватској и који је формално установио насеље каптолских кметова у близини кућа у којима су живели каноници. То је био почетак новог насеља названог Нова Вес (данашња улица Нова Вес).